# Ilona Lucassen
Ilona Lucassen (Geldrop, 24 mei 1997 – Arnhem, 12 juni 2020) was een Nederlands judoka, behorend tot de Nederlandse judoselectie die traint op het Sportcentrum Papendal.

## Sportcarrière
Lucassen leverde haar grootste prestatie in 2018 toen ze in Den Haag de bronzen medaille won in het halfzwaargewicht tot 78 kg tijdens de Judo Grand Prix tegen Marhinde Verkerk. In 2018 maakte ze onderdeel uit van het team dat zilver won tijdens de EK mixteams in Jekaterinenburg, Rusland. Op 13 oktober 2019 behaalde zij goud in de gewichtsklasse tot 78 kg tijdens de Continental Open voor vrouwen in Tallinn, Estland. Dit deed zij ook tijdens de Continental Open in Glasgow en Minsk in 2018. Tijdens het EK voor junioren in 2016 te Málaga raakte Lucassen zwaar geblesseerd; ze scheurde haar kruisbanden. Na een revalidatieperiode van een jaar ging zij in 2017 weer competitief judoën.
Lucassen volgde de opleiding Ondernemer Retail en wilde zo zijn voorbereid om een sportzaak te kunnen beginnen na haar sportcarrière. Lucassen was zich aan het voorbereiden op de Olympische Spelen van 2024 in Parijs. Zij liet in een interview weten hiertoe te zijn geïnspireerd doordat zwemmer Pieter van den Hoogenband feestelijk werd gehuldigd op de Markt te Geldrop na zijn olympische winst.

## Overlijden
Lucassen leed aan een depressie en kon door de coronacrisis in Nederland sinds 15 maart 2020 niet meer judoën. Op 12 juni 2020 overleed ze op 23-jarige leeftijd door zelfdoding. Vanwege baldadig gedrag was zij de dag voor haar overlijden voor drie maanden geschorst van Papendal.
Tijdens de Olympische Spelen van 2024 strooiden haar ouders haar as uit naast de Arena Champs de Mars in Parijs, de wedstrijdarena voor judo.